# Sacrifice (Computerspiel)
Sacrifice (englisch für „Opfer“) ist ein Echtzeit-Strategiespiel des Unternehmens Shiny, das Ende 2000 erschienen ist. Der Spieler steuert einen Zauberer, der Kreaturen beschwört und diese in die Schlacht gegen andere Zauberer führt.

## Spielprinzip
Jede Mission findet auf einer Insel statt, die die Handlungsfläche begrenzt. Jeder Zauberer hat einen eigenen Altar. Von dort aus macht er sich auf den Weg, Mana-Brunnen zu finden und diese durch den Bau von Manalithen in seinen Besitz zu bringen. In Verbindung mit speziellen Mana-Kreaturen sorgen diese Gebäude dafür, dass der Zauberer neues Mana erhält, ohne das er nicht zaubern kann.
Sobald eine grundlegende Mana-Versorgung sichergestellt ist, beschwört der Zauberer Kampf-Kreaturen. Solche Beschwörungen sind nur möglich, wenn der Zauberer Seelen besitzt. Die Anzahl der Seelen setzt ihm Grenzen, wie viele und was für Kreaturen er beschwören kann. Um seine eigene Machtposition zu stärken, strebt man also nach mehr Seelen.
Neue Seelen kann man nur von gegnerischen Kreaturen bekommen. Wenn eine Kreatur stirbt, wird ihre Seele freigesetzt. Während der „Besitzer“ diese einfach wieder einsammeln kann, muss man als Gegner die tote Kreatur auf dem eigenen Altar opfern, um an die Seele zu gelangen. Dieser wesentliche Aspekt im Kampf um die Macht gab dem Spiel seinen Namen.
Die Kreaturen werden indirekt durch Befehle gesteuert. Normalerweise ordnet man seine kleine Armee strategisch sinnvoll in verschiedenen Formationen und befiehlt den Kreaturen, dem Zauberer zu folgen. In der Regel stößt man früher oder später auf einen gegnerischen Zauberer. Die Kreaturen kämpfen automatisch, solange ihnen nichts anderes befohlen wurde. Der Zauberer selbst kann mit eigenen Zaubersprüchen in den Kampf eingreifen.
In solchen Kämpfen geht es noch nicht darum, das Spiel zu gewinnen, sondern dem Gegner Seelen abzunehmen. Wenn ein Zauberer im Kampf getötet wird, kann er nämlich durch seine Mana-Versorgung wiederauferstehen. Wie schnell das passiert, hängt einfach davon ab, wie gut die Versorgung ist. Auch als toter Geist kann er seinen Kreaturen weiterhin Befehle geben, er kann aber nicht zaubern und, was entscheidend ist, er kann die Seelen eigener gestorbener Kreaturen nicht aufnehmen.
Oft bleibt ein Kampf lange im Gleichgewicht: Die Seelen getöteter Kreaturen werden von ihren jeweiligen Zauberern wieder aufgenommen und zur Beschwörung neuer Kreaturen verwendet. Wenn aber eine Seite stärker ist, ergibt sich als sinnvolle Strategie, erst den gegnerischen Zauberer zu töten, um dann dessen Kreaturen zu töten und zu opfern, solange er noch nicht wiederauferstanden ist.
Um den Gegner endgültig zu besiegen, muss sein Altar entweiht werden. Dies geschieht ebenfalls durch ein Opfer, nur auf dem gegnerischen Altar. Wenn ein Zauberer während einer Entweihung stirbt, ist er besiegt. Er wird also alles daran setzen, die Entweihung zu unterbrechen. Es ist oft keine Schwierigkeit, heimlich bis zum gegnerischen Altar vorzudringen; die Entweihung störungsfrei durchzuführen, ist das größere Problem.

## Geschichte
Der Einzelspielermodus bettet dieses Spielprinzip in eine nichtlineare Geschichte ein. Von dem Zauberer selbst rückblickend erzählt, beginnt die Geschichte damit, dass der Erzähler aus seiner alten Welt fliehen musste und nun in einer neuen Welt Zuflucht sucht. Er betet, und die fünf Götter der neuen Welt sind allesamt bereit, ihn in ihre Dienste zu stellen:
- Persephone, Göttin des Lebens, herrscht über Elysium (Hauptstadt: Idylliac)
- James, Gott der Erde, herrscht über den Acker (Hauptstadt: Agothera)
- Stratos, Gott der Lüfte, herrscht über Empyrea (Hauptstadt: Thryhring)
- Pyro, Gott des Feuers, herrscht über Pyroborea (Hauptstadt: Helios)
- Charnel, Gott des Todes, herrscht über Stygia (Hauptstadt: Dys)

Der Spieler muss sich nun für einen Gott entscheiden. Diese Entscheidung ist aber nicht endgültig, nach jeder Episode steht der Zauberer erneut vor den fünf Göttern und kann dann auch einem anderen folgen. Schon in der ersten Mission wird aber klar, dass zwischen den Göttern Zwietracht herrscht. Im Laufe der Geschichte entsteht ein Krieg zwischen den Göttern, bei dem sich der Zauberer durch seine Entscheidungen zwangsläufig auf eine Seite stellt. Welche das ist, bleibt aber dem Spieler überlassen, und auch nachdem man scheinbar zum ergebenen Diener eines Gottes geworden ist, bietet die Geschichte noch spät Wahlmöglichkeiten zum Überlaufen auf die Gegenseite.
Der Gott, dem man gerade dient, bringt einem in jeder Mission neue Zaubersprüche bei sowie die Fähigkeit, neue, mächtigere Kreaturen zu beschwören. Zauber und Kreaturen sind je nach Gott sehr unterschiedlich.
Aus dieser Gestaltung ergibt sich ein hoher Wiederspielwert des Einzelspielermodus.

## Erfolg
Sacrifice erhielt zum Teil hervorragende Bewertungen in den Spieletests von Computermagazinen. Dem großen Lob folgte jedoch kein kommerzieller Erfolg. Die Entwicklung eines Nachfolgers wurde deshalb eingestellt. Von Seiten des Spielentwicklers Shiny wurde bald jegliche Unterstützung eingestellt und die Website zum Spiel vom Netz genommen. Dennoch gibt es noch einen Kern treuer Spieler, die die Fangemeinde am Leben halten und sich im Mehrspielermodus gegeneinander messen.